# Norges historia 1905–1939

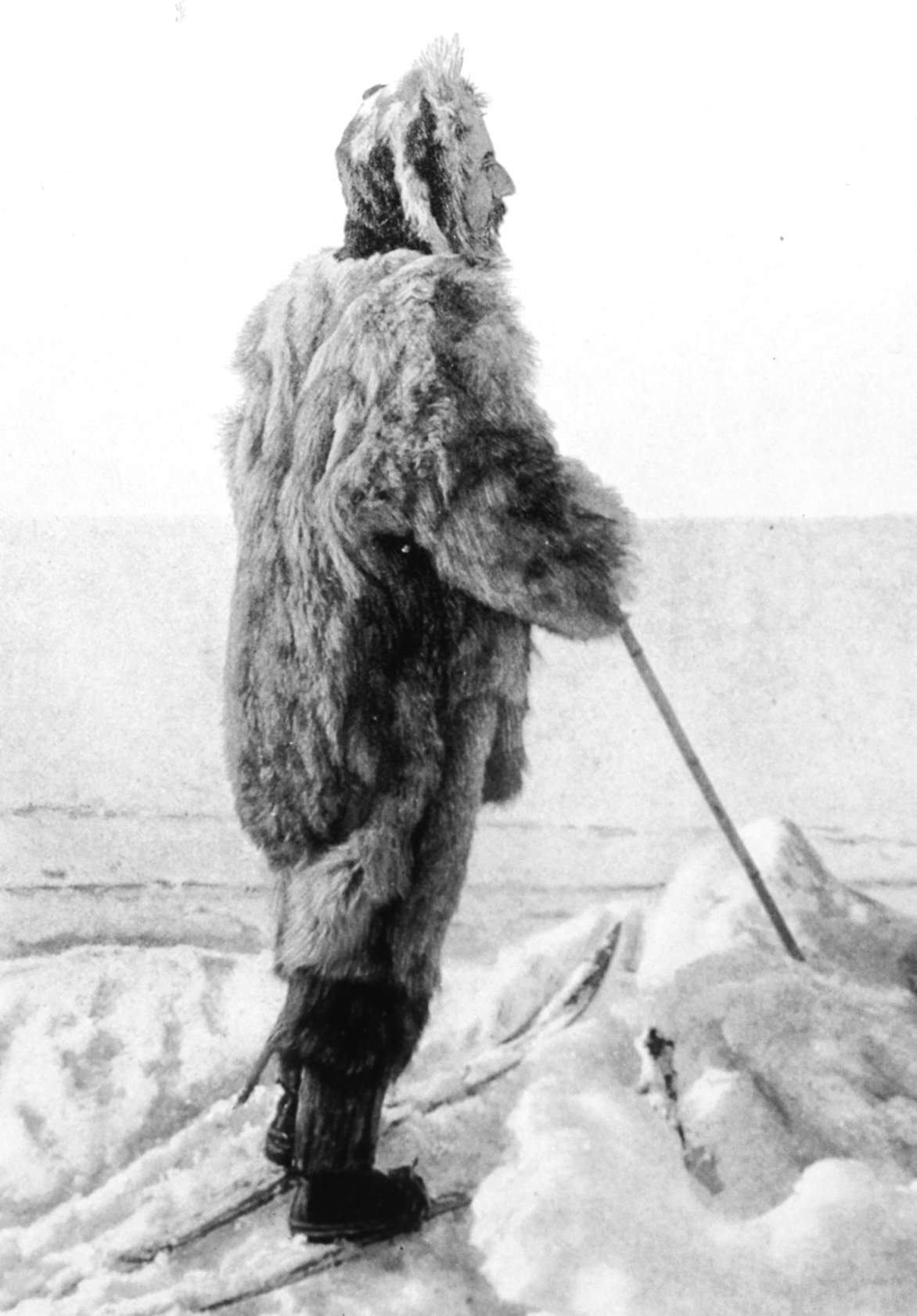
Roald Amundsen.

Vid unionsupplösningen 1905 var Norge fortfarande till största delen ett jordbrukssamhälle, men industrialiseringen gick snabbt. Ett framstående företag var Norsk Hydro. Den goda tillgången till vattenkraft gjorde förädling av aluminium och konstgödsel till viktiga näringar.
Under denna tid var Norge ledande i utforskandet av polarområdena, med profiler som Roald Amundsen och Fridtjof Nansen.
Norge var neutralt i första världskriget, men många norska fartyg sänktes av tyska ubåtar. Efter kriget annekterade Norge Svalbard, Jan Mayen och Bouvetön, och gjorde anspråk på Drottning Mauds land i Antarktis.
Det socialdemokratiska Arbeiderpartiet fick makten första gången 1928, genom Christopher Hornsrud.
Den stora depressionen slog hårt mot Norge, som var beroende av ett fåtal exportvaror, och gav över 30% arbetslöshet. 1935 kunde Arbeiderpartiet återigen bilda regering. Mot slutet av 1930-talet hade konjunkturen vänt uppåt igen.

## Sport
Norge tog oympiskt brons i fotboll 1936 i Berlin. En uppmärksammad norsk idrottsrofil var vid denna tid konståkerskan Sonja Henie.

### Fotnoter
1. ↑  ”Norway” (på engelska). World Statesmen. http://www.worldstatesmen.org/Norway.htm. Läst 12 oktober 2012.